# اندیس قبله بلاغ ۲
قبله بلاغ ۲ یک اندیس فلزی است که در حوالی شهر ابهر استان قزوین قرار دارد و مادهٔ معدنی موجود در آن، مس است.سنگ میزبان این اندیس آندزیت است  در این اندیس، پاراژنز‌های نیکولیت، نقره، کوپریت، کوارتز یافت می‌شوند.